# Середземноморські ліси Кіпру
Середземноморські ліси Кіпру (ідентифікатор WWF: PA1206) — палеарктичний екорегіон середземноморських лісів та чагарників, розташований на острові Кіпр в Східному Середземномор'ї.

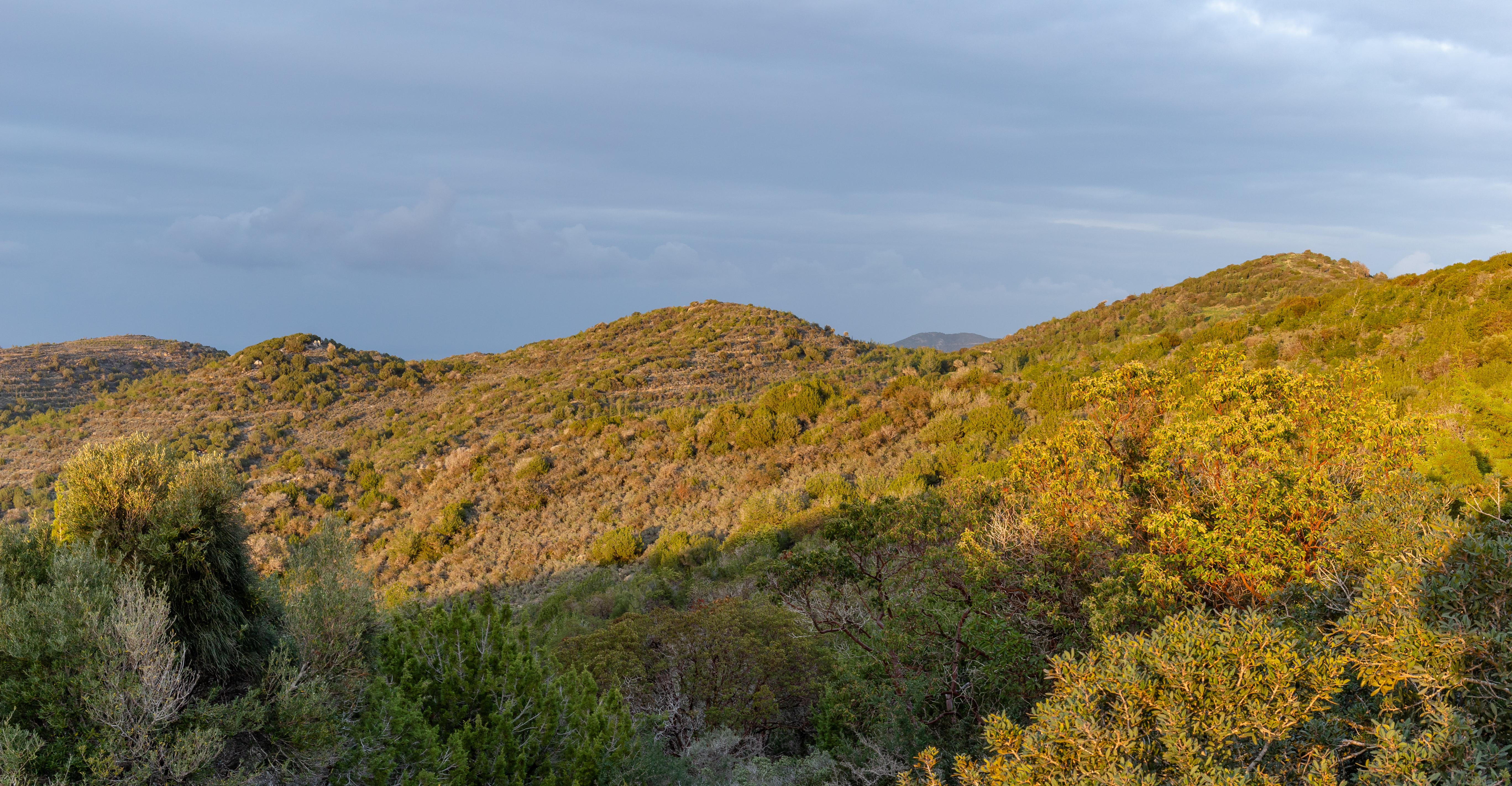
Схили півострова Карпас

## Географія
Острів Кіпр розташований в східній частині Середземного моря, у 75 км на південь від Анатолії та у 105 км на захід від Сирії. Це третій за розмірами островів Середземного моря, його площа становить 9 251 км².
На південному заході центральної частини острова розташований гірський масив Троодос, найвищою вершиною якого є гора Олімбос висотою 1952 м. Зі сходу на захід вздовж північно-східного узбережжя острова простягаються гори Кіренія, найвищою вершиною яких є гора Кіпарісовунон висотою 1024 м. У центральній частині острова між двома хребтами лежить рівнина Месаорія. Гори Кіпру належать до альпійської орогенної системи, характеризуються дуже складним рельєфом та літологічним складом. Переважають ультраосновні магматичні гірські породи — серпентиніти, діабази, габро та подушкові лави. В низовинах переважають крейдові та міоценові осадові породи, передусім вапняки, мергелі, пісковики і конгломерати.

## Клімат
Кліматично екорегіон характеризується різким висотним градієнтом. На рівнинах в центральній частині острова панує теплий середземноморський клімат або семіаридний клімат, середньорічна температура там становить 17-19 °C, річна кількість опадів менше 300 мм. На вершинах гір клімат більш холодний і вологий, середньорічна температура там становить 9-13 °C, річна кількість опадів до 1100 мм.

## Флора
Різноманітність форм рельєфу та ґрунтів острова призвела до формування багатьох рослинних угрупованнь — гірських хвойних та широколистяних лісів, рідколісь, луків, високих чагарникових заростей маквісу та низьких чагарникових заростей фригани.
На низьких висотах переважають склерофільні вічнозелені і напівлистопадні дубові ліси, де домінують кермесові дуби (Quercus coccifera) та алепські дуби (Quercus infectoria), чагарники маквісу, де домінують червоні суничники (Arbutus andrachne), а також рідколісся, основу яких складають вічнозелені кипариси (Cupressus sempervirens) та фінікійські яловці (Juniperus phoenicea). У Месаорії та на інших сухих рівнинах, де середньорічна кількість опадів становить менше 300 мм, зустрічаються напівсухі чагарники. В минулому там зустрічалися європейські маслини (Olea europaea) ріжкові дерева (Ceratonia siliqua) та африканські зизифуси (Ziziphus lotus)
На середніх висотах поширені мезофільні ліси турецької сосни (Pinus brutia). В деяких частинах острова, зокрема в горах Троодос, зустрічаються вічнозелені ліси ендемічного вільхолистого дуба (Quercus alnifolia). Також в цих горах ростуть реліктові ліси ендемічного кіпрського кедра (Cedrus brevifolia). На найвищих гірських вершинах ростуть хвойні ліси, де домінують кримські сосни (Pinus nigra ssp. pallasiana) та смердючі яловці (Juniperus foetidissima).
Загалом на Кіпрі зустрічається близько 1750 видів рослин. Ендемічні види складають близько 7 % від загальної флори, а саме 128 видів, з яких 87 видів росте в горах Троодос, 57 видів — в горах Кіренія, а 35 видів — на півострові Акамас у північно-східній частині острова. Серед ендемічних видів є велика кількість геофітів, зокрема Cyclamen cyprium, Tulipa cypria, Crocus cyprius, Crocus veneris, Scilla lochiae та Gagea juliae, а також ароматичних рослин, зокрема Nepeta troodi, Teucrium cyprium, Teucrium micropodioides, Thymus integer, Salvia willeana та Origanum cordifolium.

## Фауна
Екорегіон вирізняється значним фауністичним різноманіттям. На Кіпрі мешкає 17 видів ссавців, зокрема ендемічні кіпрські миші (Mus cypriacus) та кіпрські колючі миші (Acomys nesiotes). В лісах острова живуть рідкісні ендемічні кіпрські муфлони (Ovis gmelini ophion).
Кіпр щороку слугує місцем відпочинку для мільйонів перелітних птахів, що мігрують з Європи до Африки. Тут зустрічається понад 400 видів птахів, більшість з яких перелітні. На самому острові гніздиться близько 46 осілих і 27 мігруючих видів птахів, зокрема ендемічні кіпрські кропив'янки (Curruca melanothorax), кіпрські кам'янки (Oenanthe cypriaca) та кіпрські сплюшки (Otus cyprius). Крім того, ендеміками Кіпру є підвиди звичайної сойки (Garrulus glandarius glaszneri), чорної синиці (Periparus ater cypriotes) та біловолого пронурка (Cinclus cinclus olympicus).
На Кіпрі мешкає 21 вид плазунів, зокрема ендемічні кіпрські скельні агами (Laudakia cypriaca), троодоські ящірки (Phoenicolacerta troodica), кіпрські полози (Dolichophis cypriensis) та ендемічний підвид звичайного вужа (Cyprus grass snake). На острові мешкають три види амфібій — ендемічні кіпрські жаби (Pelophylax cypriensis) та кіпрські ропухи (Bufotes cypriensis), а також широко поширені в Західній Азії райки Савін'ї (Hyla savignyi).
На узбережжі Кіпру розмножуються зелені черепахи (Chelona mydas) та довгоголові морські черепахи (Caretta caretta), а також рідкісні середземноморські тюлені-монахи (Monachus monachus).

### Вимерла фауна
В плейстоцені на Кіпрі жили кіпрські карликові слони (Palaeoloxodon cypriotes) та кіпрські карликові бегемоти (Hippopotamus minor). Обидва види є яскравими прикладами острівної карликовості. В печері Етокремнос науковці знайшли кістяки карликових бегемотів і слонів, вбитих людьми приблизно 11 500-12 000 років назад.

## Збереження
Протягом історичного часу площа лісового покриву Кіпру значно скоротилася. Наразі ліси займають близько 18 % території острова (31 % території на висоті понад 1000 м над рівнем моря). У античні часи Кіпр був важливим центром суднобудування та джерелом деревини. В часи процвітання Римської, Візантійської та Османської імперій на острові спостерігався значний ріст населення та економіки, що призвело до тривалої історії використання та знищення лісових ресурсів. У XIX столітті популяція кіз на Кіпрі була більшою, ніж на будь-якому іншому острові Середземного моря. Надмірне випасання худоби та розпалювання пожеж для створення свіжих пасовищ сприяли перетворенню великих площ зрілих лісів на деградовані чагарники. 
Таким чином була знищена переважна частина дубових лісів острова, які зараз збереглися лише у вигляді невеликих насаджень або поодиноких дерев, розкиданих серед терас. Ендемічні кедрові ліси представлені лише кількома сотнями гектарів, а старовікові сосни і ялівці зустрічаються лише на високих скелястих вершинах Троодосу. Через те, що на острові переважають ультраосновні гірські породи, його ґрунти є досить бідними, що робить процес відновлення ґрунту дуже повільним і складним.
Оцінка 2017 року показала, що 1 643 км², або 34 % екорегіону, є заповідними територіями. Природоохоронні території включають: Природний заповідник Хіоністра, Національний лісовий парк Махерас та Національний лісовий парк Каво-Греко.